# Guarea pendula
Guarea pendula är en tvåhjärtbladig växtart som beskrevs av R. da Silva Ramalho, A.L. Pinheiro & T.D. Pennington. Guarea pendula ingår i släktet Guarea och familjen Meliaceae. Inga underarter finns listade i Catalogue of Life.